# Walpurga Hausmännin
Walpurga Hausmännin (née au XVIe siècle, mort le 2 septembre 1587 à Dillingen an der Donau) est une victime de la chasse aux sorcières.
Hausmännin est une sage-femme bavaroise. Elle est brûlée pour sorcellerie, vampirisme et meurtre d'enfants. La confession qu'elle fit sous la torture est un exemple classique de la relation entre une prétendue sorcière et le Diable. Ce modèle est ensuite utilisé dans de nombreux procès de sorcières.

## Biographie
Walpurga Hausmännin est veuve et vit dans de mauvaises conditions. Elle travaille comme sage-femme agréée depuis 19 ans dans la ville de Dillingen lorsqu'elle est accusée de Maleficium et arrêtée.

## Aveux sous la torture
La confession primitive de Walpurga, inventée sous la torture, donnera le ton aux aveux des sorcières des vagues de persécution suivantes. Il existe plusieurs copies de ses aveux dans les archives de la région. Ses aveux sont si sensationnels que le greffier de la ville de Dillingen autorise des tiers à consulter les dossiers du procès et que les détails du procès sont ainsi divulgués. Celles-ci sont publiées par un imprimeur anonyme dans le Newe Zeitung, une gravure sur bois d'une seule feuille. Il s'agit d'un tract, un soi-disant journal de sorcières (Erweytterte Unholden Zeyttung), typique des chasses aux sorcières dans le sud de l'Allemagne. Le correspondant de la maison de commerce d'Augsbourg Fugger en publie un exemplaire dans le Fuggerzeitung. L'affaire Walpurga Hausmännin suscite beaucoup d'attention et devient largement connue.
En résumé, la confession se lit comme suit :
Lorsqu'elle devint veuve il y a 31 ans, elle coupait du grain avec un ouvrier agricole. Elle conclut un accord avec lui pour commettre l'impudicité la nuit même. Cependant, le soir, ce n'était pas le serviteur qui apparaissait, mais plutôt le mauvais esprit sous la forme et les vêtements du serviteur. Ce n'est qu'après avoir commis une fornication avec le diable qu'elle remarqua ses pieds de chèvre. L'amant diabolique la quitta lorsqu'elle prononça le nom de Jésus. Cette affirmation est exemplaire et est également reprise dans ses grandes lignes par Johannes Junius, par exemple. Elle jeta le demi-thaler qu'elle avait reçu du diable de la cour en guise de récompense, car c'était un faux.
Lorsque son amant diabolique lui rendit visite la nuit suivante, il lui promit de la protéger de la pauvreté et elle signa le pacte avec le diable avec son sang. Comme elle ne savait pas écrire, le diable de la cour guidait sa main. Elle sortait la nuit avec son diable sur une fourchette (probablement une fourche à deux dents) et rencontrait le grand diable lors d'une réunion du diable (le sabbat des sorcières). Il confirma le pacte avec le diable et la nomma Höfelin et le diable Federlin. Elle aurait été obligée de renier Jésus et les saints et aurait été brutalement battue si elle n'avait pas tout accepté. Elle but du vin rouge et blanc, mangea souvent des enfants frits, mais pas de sel. Au cours des 31 années, elle reçut la Cène du Seigneur, mais n'avala pas l'hostie, mais la donna à Federlin. Federlin lui rendit visite en prison afin de forniquer avec elle (référence possible à un viol en prison).
Elle reçut une pommade de Federlin pour nuire aux personnes, au bétail et aux fruits des champs. Sous la torture, elle déclara que, alors qu'elle travaillait comme sage-femme, elle avait soit assassiné 40 enfants, dont beaucoup n'étaient pas baptisés, avec la pommade de Federlin, soit les avait écrasés et avait sucé le sang d'un enfant. Les 40 enfants et quelques adultes sont tous répertoriés en détail avec leurs noms et comment ils auraient été tués par Walpurga.
Il est significatif qu'elle parle d'abord du diable (le mauvais esprit), puis le transforme en un diable idole et réintroduit plus tard le diable (le grand diable) comme quelqu'un qui la baptise ainsi que le diable idole. On peut ainsi voir comment elle élabore progressivement l'univers du diable sous la pression des bourreaux qui réclamaient plus de détails.

## Décès
Walpurga Hausmännin est condamnée à mort alors que Marquard II de Berg est l'évêque d'Augsbourg. Ses biens sont confisqués. Les épreuves qu'elle a endurées sur le chemin vers le lieu d'exécution sont décrites en détail dans le verdict :
Sur le chemin vers le lieu de l'exécution, la charrette à laquelle elle était attachée se serait arrêtée à cinq reprises, son corps était déchiré avec des pinces. La première fois devant la mairie, son sein gauche et son bras droit sont déchirés au fer rouge, la deuxième fois sous le portail son sein droit, la troisième fois au Mühlbach son bras gauche et la quatrième fois au lieu d'exécution sa main gauche. Sur le lieu de l'exécution, sa main droite, avec laquelle elle avait prêté serment en tant que sage-femme, fut coupée et elle fut ensuite brûlée vive sur le bûcher. Les cendres de Walpurga Hausmännin fussent dispersées dans une rivière et non enterrées.

## Commémorations
Les victimes des procès pour sorcières de Dillingen sont commémorées par une plaque commémorative du Rotary Club, dévoilée le 12 décembre 1994 dans la cour du château de Dillingen.